# 본원통화
본원통화(本源通貨, monetary base, high-powered money, base money, money base, reserve money, 또는 narrow money)란 중앙은행으로부터 풀려나가는 일차적인 화폐 공급을 뜻한다.
시장에 존재하는 돈에는 두가지 종류가 있는데, 그것은 현금통화와 예금통화이다. 현금통화는 실제 화폐로서 존재하는 돈이고, 예금통화는 통장에 찍힌 숫자로서 존재하는 돈이다. 예를 들어 중앙은행이 총 100억 원어치의 현금을 찍어냈다고 하면, 시장에 현금의 형태로 존재하는 돈은 총 100억 원을 넘을 수 없다. 이때 중앙은행이 발행한 100억을 본원통화라고 부른다.

## 개념
시장에 풀린 본원통화는 크게 다음 두가지 방식으로 유통된다.
1. 현금의 형태로 실제 시장에 풀려 유통되는 것 (이를 현금통화라고 한다)
2. 시중은행으로 흘러들어가는 돈 (이것은 지급준비금으로 사용된다)

예를 들면, 본원통화 100억 중 50억은 현금의 형태로 시장에 풀리고, 나머지 50억은 은행으로 흘러들어가게 되는 식이다.
중앙은행이 본원통화 100억원을 발행했다고 하면, 시장에는 100억보다 훨씬 많은 돈이 유통되게 된다. 그 이유는 시중은행이 대출을 하는 과정에서 통화량이 늘어나기 때문이다. 은행이 보유한 현금이 10억원일 때 지급준비율 10%를 가정하면 그 은행은 90억을 대출해줄 수 있다. 즉 본원통화 중 총 50억이 은행으로 흘러들어갔을 때, 그 돈을 지급준비금으로 사용하여 450억을 대출해줬다고 하면 그 450억원은 현금의 형태가 아닌 사람들의 통장 상에 존재하는 돈이 된다.
이렇게 되면 현금의 형태로 시장에 유통되는 50억과, 대출을 통해 통장 상에 존재하는 450억을 합친 500억이 시장에 유통되는 금액이 되며, 추가로 50억원은 지급준비금으로서 은행이 중앙은행에 예치해둔 돈이 된다.

## 통화량

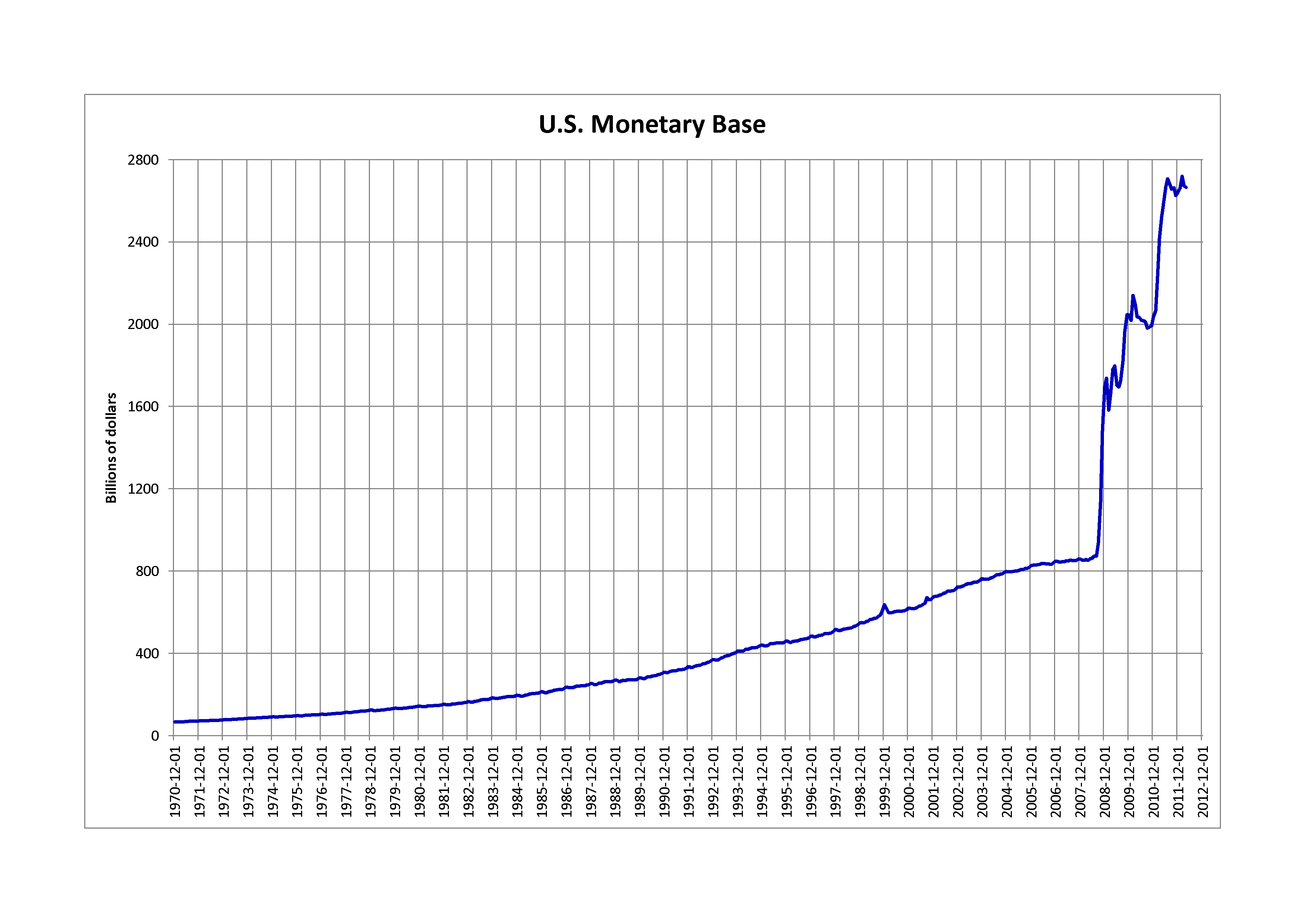
미국 달러 본원통화

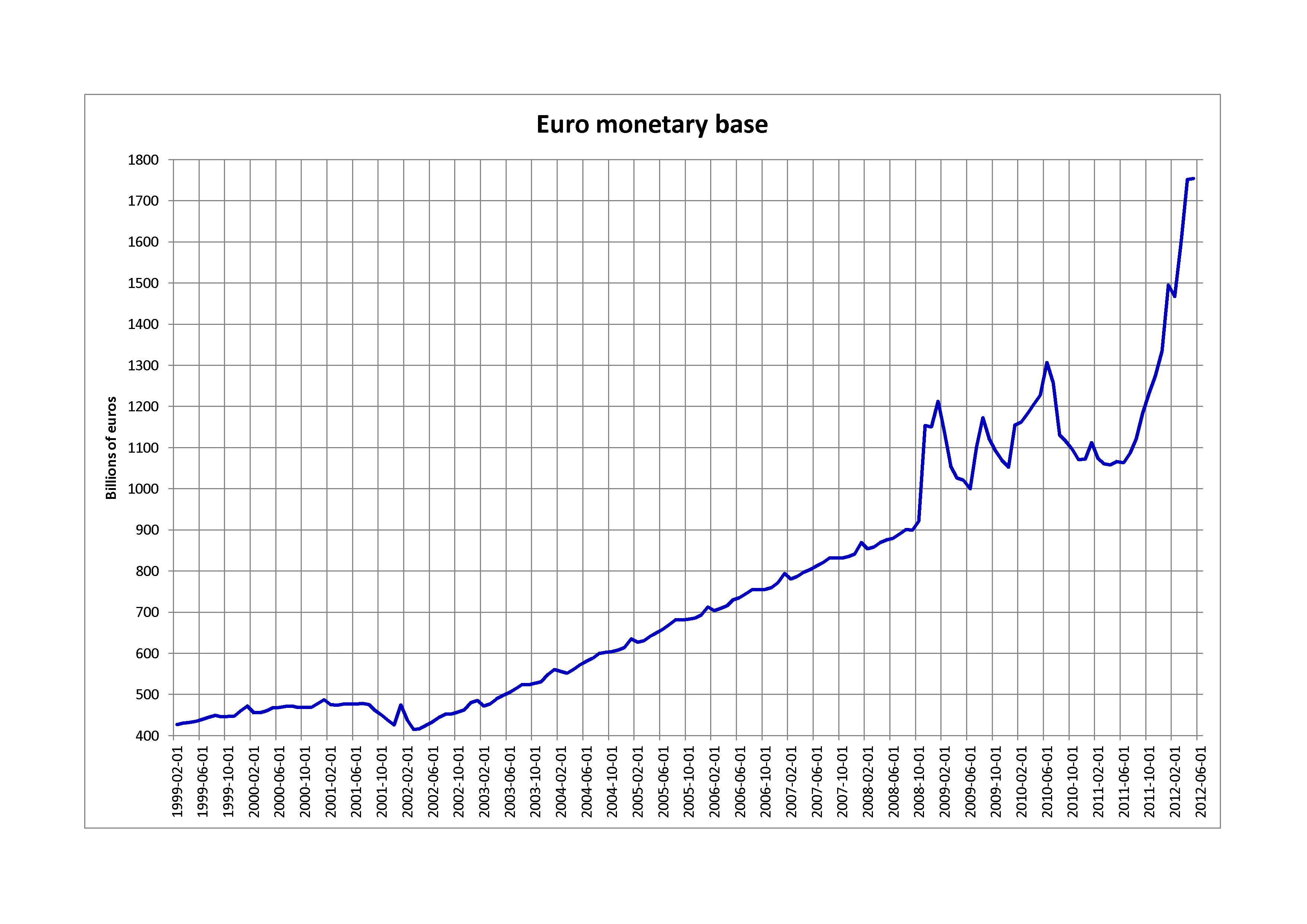
유로 본원통화

발행하는 본원통화의 양은 중앙은행의 정책에 따라 달라진다. 1930년 대공황 때는 은행의 신용창조 기능 위축으로 통화승수가 급락하였는데, 당시 연준은 본원통화를 늘려 통화량을 적정수준으로 유지해야 했음에도, 국제수지균형에 신경쓰느라 본원통화를 감소시켜 공황이 심화되었다. 이때의 실패를 교훈으로 삼아, 2008년 금융위기가 왔을 때 버냉키 의장은 통화량 확대에 전력을 다했다. 우측의 그래프를 보면 2008년 이후 미국 달러의 본원통화량이 급격히 증가한 것을 확인할 수 있다.
2016년 3월 발표된 자료에 따르면 2016년 1월 기준 대한민국의 본원통화(월 평잔, 원계열)는 총 131조 2,793억원 가량으로, 이 중 현금통화는 76조 6,721억원이고 지급준비금은 54조 6,072억원이다. 이는 76조 6,721억원이 대한민국 내에 지폐와 주화 등 화폐로서 존재하는 돈이며 54조 6,072억원은 은행으로 흘러들어갔다는 의미다.
2016년 3월 3일 발표된 자료에 따르면, 2016년 2월 기준 미국의 본원통화(월 평균, 원계열)는 3조 8,725억달러이다.

## 기타
거시경제학 교과서에서는 중앙은행이 본원통화를 통제하기 때문에 간접적으로 통화 공급을 조절할 수 있어서, 금융정책의 하나의 지표로 사용하고 있다. 본원통화와 통화 공급량의 비율은 화폐승수 또는 통화승수라고 한다.

## 같이 보기
- 통화
- 공개 시장 조작
- 지급준비제도